# Mittspel
|   | a | b | c | d | e | f | g | h |   |
| 8 | b8 svart torn · c8 svart löpare · d8 svart drottning · f8 svart torn · g8 svart kung · g7 svart löpare · h7 svart bonde · d6 svart bonde · g6 svart bonde · b5 vit springare · c5 svart bonde · d5 vit bonde · e5 svart springare · f5 svart bonde · h5 svart springare · e4 vit bonde · f4 vit bonde · c3 vit springare · g3 vit bonde · h3 vit bonde · b2 vit bonde · g2 vit löpare · h2 vit kung · a1 vit torn · c1 vit löpare · d1 vit drottning · f1 vit torn | b8 svart torn · c8 svart löpare · d8 svart drottning · f8 svart torn · g8 svart kung · g7 svart löpare · h7 svart bonde · d6 svart bonde · g6 svart bonde · b5 vit springare · c5 svart bonde · d5 vit bonde · e5 svart springare · f5 svart bonde · h5 svart springare · e4 vit bonde · f4 vit bonde · c3 vit springare · g3 vit bonde · h3 vit bonde · b2 vit bonde · g2 vit löpare · h2 vit kung · a1 vit torn · c1 vit löpare · d1 vit drottning · f1 vit torn | b8 svart torn · c8 svart löpare · d8 svart drottning · f8 svart torn · g8 svart kung · g7 svart löpare · h7 svart bonde · d6 svart bonde · g6 svart bonde · b5 vit springare · c5 svart bonde · d5 vit bonde · e5 svart springare · f5 svart bonde · h5 svart springare · e4 vit bonde · f4 vit bonde · c3 vit springare · g3 vit bonde · h3 vit bonde · b2 vit bonde · g2 vit löpare · h2 vit kung · a1 vit torn · c1 vit löpare · d1 vit drottning · f1 vit torn | b8 svart torn · c8 svart löpare · d8 svart drottning · f8 svart torn · g8 svart kung · g7 svart löpare · h7 svart bonde · d6 svart bonde · g6 svart bonde · b5 vit springare · c5 svart bonde · d5 vit bonde · e5 svart springare · f5 svart bonde · h5 svart springare · e4 vit bonde · f4 vit bonde · c3 vit springare · g3 vit bonde · h3 vit bonde · b2 vit bonde · g2 vit löpare · h2 vit kung · a1 vit torn · c1 vit löpare · d1 vit drottning · f1 vit torn | b8 svart torn · c8 svart löpare · d8 svart drottning · f8 svart torn · g8 svart kung · g7 svart löpare · h7 svart bonde · d6 svart bonde · g6 svart bonde · b5 vit springare · c5 svart bonde · d5 vit bonde · e5 svart springare · f5 svart bonde · h5 svart springare · e4 vit bonde · f4 vit bonde · c3 vit springare · g3 vit bonde · h3 vit bonde · b2 vit bonde · g2 vit löpare · h2 vit kung · a1 vit torn · c1 vit löpare · d1 vit drottning · f1 vit torn | b8 svart torn · c8 svart löpare · d8 svart drottning · f8 svart torn · g8 svart kung · g7 svart löpare · h7 svart bonde · d6 svart bonde · g6 svart bonde · b5 vit springare · c5 svart bonde · d5 vit bonde · e5 svart springare · f5 svart bonde · h5 svart springare · e4 vit bonde · f4 vit bonde · c3 vit springare · g3 vit bonde · h3 vit bonde · b2 vit bonde · g2 vit löpare · h2 vit kung · a1 vit torn · c1 vit löpare · d1 vit drottning · f1 vit torn | b8 svart torn · c8 svart löpare · d8 svart drottning · f8 svart torn · g8 svart kung · g7 svart löpare · h7 svart bonde · d6 svart bonde · g6 svart bonde · b5 vit springare · c5 svart bonde · d5 vit bonde · e5 svart springare · f5 svart bonde · h5 svart springare · e4 vit bonde · f4 vit bonde · c3 vit springare · g3 vit bonde · h3 vit bonde · b2 vit bonde · g2 vit löpare · h2 vit kung · a1 vit torn · c1 vit löpare · d1 vit drottning · f1 vit torn | b8 svart torn · c8 svart löpare · d8 svart drottning · f8 svart torn · g8 svart kung · g7 svart löpare · h7 svart bonde · d6 svart bonde · g6 svart bonde · b5 vit springare · c5 svart bonde · d5 vit bonde · e5 svart springare · f5 svart bonde · h5 svart springare · e4 vit bonde · f4 vit bonde · c3 vit springare · g3 vit bonde · h3 vit bonde · b2 vit bonde · g2 vit löpare · h2 vit kung · a1 vit torn · c1 vit löpare · d1 vit drottning · f1 vit torn | 8 |
| 7 | b8 svart torn · c8 svart löpare · d8 svart drottning · f8 svart torn · g8 svart kung · g7 svart löpare · h7 svart bonde · d6 svart bonde · g6 svart bonde · b5 vit springare · c5 svart bonde · d5 vit bonde · e5 svart springare · f5 svart bonde · h5 svart springare · e4 vit bonde · f4 vit bonde · c3 vit springare · g3 vit bonde · h3 vit bonde · b2 vit bonde · g2 vit löpare · h2 vit kung · a1 vit torn · c1 vit löpare · d1 vit drottning · f1 vit torn | b8 svart torn · c8 svart löpare · d8 svart drottning · f8 svart torn · g8 svart kung · g7 svart löpare · h7 svart bonde · d6 svart bonde · g6 svart bonde · b5 vit springare · c5 svart bonde · d5 vit bonde · e5 svart springare · f5 svart bonde · h5 svart springare · e4 vit bonde · f4 vit bonde · c3 vit springare · g3 vit bonde · h3 vit bonde · b2 vit bonde · g2 vit löpare · h2 vit kung · a1 vit torn · c1 vit löpare · d1 vit drottning · f1 vit torn | b8 svart torn · c8 svart löpare · d8 svart drottning · f8 svart torn · g8 svart kung · g7 svart löpare · h7 svart bonde · d6 svart bonde · g6 svart bonde · b5 vit springare · c5 svart bonde · d5 vit bonde · e5 svart springare · f5 svart bonde · h5 svart springare · e4 vit bonde · f4 vit bonde · c3 vit springare · g3 vit bonde · h3 vit bonde · b2 vit bonde · g2 vit löpare · h2 vit kung · a1 vit torn · c1 vit löpare · d1 vit drottning · f1 vit torn | b8 svart torn · c8 svart löpare · d8 svart drottning · f8 svart torn · g8 svart kung · g7 svart löpare · h7 svart bonde · d6 svart bonde · g6 svart bonde · b5 vit springare · c5 svart bonde · d5 vit bonde · e5 svart springare · f5 svart bonde · h5 svart springare · e4 vit bonde · f4 vit bonde · c3 vit springare · g3 vit bonde · h3 vit bonde · b2 vit bonde · g2 vit löpare · h2 vit kung · a1 vit torn · c1 vit löpare · d1 vit drottning · f1 vit torn | b8 svart torn · c8 svart löpare · d8 svart drottning · f8 svart torn · g8 svart kung · g7 svart löpare · h7 svart bonde · d6 svart bonde · g6 svart bonde · b5 vit springare · c5 svart bonde · d5 vit bonde · e5 svart springare · f5 svart bonde · h5 svart springare · e4 vit bonde · f4 vit bonde · c3 vit springare · g3 vit bonde · h3 vit bonde · b2 vit bonde · g2 vit löpare · h2 vit kung · a1 vit torn · c1 vit löpare · d1 vit drottning · f1 vit torn | b8 svart torn · c8 svart löpare · d8 svart drottning · f8 svart torn · g8 svart kung · g7 svart löpare · h7 svart bonde · d6 svart bonde · g6 svart bonde · b5 vit springare · c5 svart bonde · d5 vit bonde · e5 svart springare · f5 svart bonde · h5 svart springare · e4 vit bonde · f4 vit bonde · c3 vit springare · g3 vit bonde · h3 vit bonde · b2 vit bonde · g2 vit löpare · h2 vit kung · a1 vit torn · c1 vit löpare · d1 vit drottning · f1 vit torn | b8 svart torn · c8 svart löpare · d8 svart drottning · f8 svart torn · g8 svart kung · g7 svart löpare · h7 svart bonde · d6 svart bonde · g6 svart bonde · b5 vit springare · c5 svart bonde · d5 vit bonde · e5 svart springare · f5 svart bonde · h5 svart springare · e4 vit bonde · f4 vit bonde · c3 vit springare · g3 vit bonde · h3 vit bonde · b2 vit bonde · g2 vit löpare · h2 vit kung · a1 vit torn · c1 vit löpare · d1 vit drottning · f1 vit torn | b8 svart torn · c8 svart löpare · d8 svart drottning · f8 svart torn · g8 svart kung · g7 svart löpare · h7 svart bonde · d6 svart bonde · g6 svart bonde · b5 vit springare · c5 svart bonde · d5 vit bonde · e5 svart springare · f5 svart bonde · h5 svart springare · e4 vit bonde · f4 vit bonde · c3 vit springare · g3 vit bonde · h3 vit bonde · b2 vit bonde · g2 vit löpare · h2 vit kung · a1 vit torn · c1 vit löpare · d1 vit drottning · f1 vit torn | 7 |
| 6 | b8 svart torn · c8 svart löpare · d8 svart drottning · f8 svart torn · g8 svart kung · g7 svart löpare · h7 svart bonde · d6 svart bonde · g6 svart bonde · b5 vit springare · c5 svart bonde · d5 vit bonde · e5 svart springare · f5 svart bonde · h5 svart springare · e4 vit bonde · f4 vit bonde · c3 vit springare · g3 vit bonde · h3 vit bonde · b2 vit bonde · g2 vit löpare · h2 vit kung · a1 vit torn · c1 vit löpare · d1 vit drottning · f1 vit torn | b8 svart torn · c8 svart löpare · d8 svart drottning · f8 svart torn · g8 svart kung · g7 svart löpare · h7 svart bonde · d6 svart bonde · g6 svart bonde · b5 vit springare · c5 svart bonde · d5 vit bonde · e5 svart springare · f5 svart bonde · h5 svart springare · e4 vit bonde · f4 vit bonde · c3 vit springare · g3 vit bonde · h3 vit bonde · b2 vit bonde · g2 vit löpare · h2 vit kung · a1 vit torn · c1 vit löpare · d1 vit drottning · f1 vit torn | b8 svart torn · c8 svart löpare · d8 svart drottning · f8 svart torn · g8 svart kung · g7 svart löpare · h7 svart bonde · d6 svart bonde · g6 svart bonde · b5 vit springare · c5 svart bonde · d5 vit bonde · e5 svart springare · f5 svart bonde · h5 svart springare · e4 vit bonde · f4 vit bonde · c3 vit springare · g3 vit bonde · h3 vit bonde · b2 vit bonde · g2 vit löpare · h2 vit kung · a1 vit torn · c1 vit löpare · d1 vit drottning · f1 vit torn | b8 svart torn · c8 svart löpare · d8 svart drottning · f8 svart torn · g8 svart kung · g7 svart löpare · h7 svart bonde · d6 svart bonde · g6 svart bonde · b5 vit springare · c5 svart bonde · d5 vit bonde · e5 svart springare · f5 svart bonde · h5 svart springare · e4 vit bonde · f4 vit bonde · c3 vit springare · g3 vit bonde · h3 vit bonde · b2 vit bonde · g2 vit löpare · h2 vit kung · a1 vit torn · c1 vit löpare · d1 vit drottning · f1 vit torn | b8 svart torn · c8 svart löpare · d8 svart drottning · f8 svart torn · g8 svart kung · g7 svart löpare · h7 svart bonde · d6 svart bonde · g6 svart bonde · b5 vit springare · c5 svart bonde · d5 vit bonde · e5 svart springare · f5 svart bonde · h5 svart springare · e4 vit bonde · f4 vit bonde · c3 vit springare · g3 vit bonde · h3 vit bonde · b2 vit bonde · g2 vit löpare · h2 vit kung · a1 vit torn · c1 vit löpare · d1 vit drottning · f1 vit torn | b8 svart torn · c8 svart löpare · d8 svart drottning · f8 svart torn · g8 svart kung · g7 svart löpare · h7 svart bonde · d6 svart bonde · g6 svart bonde · b5 vit springare · c5 svart bonde · d5 vit bonde · e5 svart springare · f5 svart bonde · h5 svart springare · e4 vit bonde · f4 vit bonde · c3 vit springare · g3 vit bonde · h3 vit bonde · b2 vit bonde · g2 vit löpare · h2 vit kung · a1 vit torn · c1 vit löpare · d1 vit drottning · f1 vit torn | b8 svart torn · c8 svart löpare · d8 svart drottning · f8 svart torn · g8 svart kung · g7 svart löpare · h7 svart bonde · d6 svart bonde · g6 svart bonde · b5 vit springare · c5 svart bonde · d5 vit bonde · e5 svart springare · f5 svart bonde · h5 svart springare · e4 vit bonde · f4 vit bonde · c3 vit springare · g3 vit bonde · h3 vit bonde · b2 vit bonde · g2 vit löpare · h2 vit kung · a1 vit torn · c1 vit löpare · d1 vit drottning · f1 vit torn | b8 svart torn · c8 svart löpare · d8 svart drottning · f8 svart torn · g8 svart kung · g7 svart löpare · h7 svart bonde · d6 svart bonde · g6 svart bonde · b5 vit springare · c5 svart bonde · d5 vit bonde · e5 svart springare · f5 svart bonde · h5 svart springare · e4 vit bonde · f4 vit bonde · c3 vit springare · g3 vit bonde · h3 vit bonde · b2 vit bonde · g2 vit löpare · h2 vit kung · a1 vit torn · c1 vit löpare · d1 vit drottning · f1 vit torn | 6 |
| 5 | b8 svart torn · c8 svart löpare · d8 svart drottning · f8 svart torn · g8 svart kung · g7 svart löpare · h7 svart bonde · d6 svart bonde · g6 svart bonde · b5 vit springare · c5 svart bonde · d5 vit bonde · e5 svart springare · f5 svart bonde · h5 svart springare · e4 vit bonde · f4 vit bonde · c3 vit springare · g3 vit bonde · h3 vit bonde · b2 vit bonde · g2 vit löpare · h2 vit kung · a1 vit torn · c1 vit löpare · d1 vit drottning · f1 vit torn | b8 svart torn · c8 svart löpare · d8 svart drottning · f8 svart torn · g8 svart kung · g7 svart löpare · h7 svart bonde · d6 svart bonde · g6 svart bonde · b5 vit springare · c5 svart bonde · d5 vit bonde · e5 svart springare · f5 svart bonde · h5 svart springare · e4 vit bonde · f4 vit bonde · c3 vit springare · g3 vit bonde · h3 vit bonde · b2 vit bonde · g2 vit löpare · h2 vit kung · a1 vit torn · c1 vit löpare · d1 vit drottning · f1 vit torn | b8 svart torn · c8 svart löpare · d8 svart drottning · f8 svart torn · g8 svart kung · g7 svart löpare · h7 svart bonde · d6 svart bonde · g6 svart bonde · b5 vit springare · c5 svart bonde · d5 vit bonde · e5 svart springare · f5 svart bonde · h5 svart springare · e4 vit bonde · f4 vit bonde · c3 vit springare · g3 vit bonde · h3 vit bonde · b2 vit bonde · g2 vit löpare · h2 vit kung · a1 vit torn · c1 vit löpare · d1 vit drottning · f1 vit torn | b8 svart torn · c8 svart löpare · d8 svart drottning · f8 svart torn · g8 svart kung · g7 svart löpare · h7 svart bonde · d6 svart bonde · g6 svart bonde · b5 vit springare · c5 svart bonde · d5 vit bonde · e5 svart springare · f5 svart bonde · h5 svart springare · e4 vit bonde · f4 vit bonde · c3 vit springare · g3 vit bonde · h3 vit bonde · b2 vit bonde · g2 vit löpare · h2 vit kung · a1 vit torn · c1 vit löpare · d1 vit drottning · f1 vit torn | b8 svart torn · c8 svart löpare · d8 svart drottning · f8 svart torn · g8 svart kung · g7 svart löpare · h7 svart bonde · d6 svart bonde · g6 svart bonde · b5 vit springare · c5 svart bonde · d5 vit bonde · e5 svart springare · f5 svart bonde · h5 svart springare · e4 vit bonde · f4 vit bonde · c3 vit springare · g3 vit bonde · h3 vit bonde · b2 vit bonde · g2 vit löpare · h2 vit kung · a1 vit torn · c1 vit löpare · d1 vit drottning · f1 vit torn | b8 svart torn · c8 svart löpare · d8 svart drottning · f8 svart torn · g8 svart kung · g7 svart löpare · h7 svart bonde · d6 svart bonde · g6 svart bonde · b5 vit springare · c5 svart bonde · d5 vit bonde · e5 svart springare · f5 svart bonde · h5 svart springare · e4 vit bonde · f4 vit bonde · c3 vit springare · g3 vit bonde · h3 vit bonde · b2 vit bonde · g2 vit löpare · h2 vit kung · a1 vit torn · c1 vit löpare · d1 vit drottning · f1 vit torn | b8 svart torn · c8 svart löpare · d8 svart drottning · f8 svart torn · g8 svart kung · g7 svart löpare · h7 svart bonde · d6 svart bonde · g6 svart bonde · b5 vit springare · c5 svart bonde · d5 vit bonde · e5 svart springare · f5 svart bonde · h5 svart springare · e4 vit bonde · f4 vit bonde · c3 vit springare · g3 vit bonde · h3 vit bonde · b2 vit bonde · g2 vit löpare · h2 vit kung · a1 vit torn · c1 vit löpare · d1 vit drottning · f1 vit torn | b8 svart torn · c8 svart löpare · d8 svart drottning · f8 svart torn · g8 svart kung · g7 svart löpare · h7 svart bonde · d6 svart bonde · g6 svart bonde · b5 vit springare · c5 svart bonde · d5 vit bonde · e5 svart springare · f5 svart bonde · h5 svart springare · e4 vit bonde · f4 vit bonde · c3 vit springare · g3 vit bonde · h3 vit bonde · b2 vit bonde · g2 vit löpare · h2 vit kung · a1 vit torn · c1 vit löpare · d1 vit drottning · f1 vit torn | 5 |
| 4 | b8 svart torn · c8 svart löpare · d8 svart drottning · f8 svart torn · g8 svart kung · g7 svart löpare · h7 svart bonde · d6 svart bonde · g6 svart bonde · b5 vit springare · c5 svart bonde · d5 vit bonde · e5 svart springare · f5 svart bonde · h5 svart springare · e4 vit bonde · f4 vit bonde · c3 vit springare · g3 vit bonde · h3 vit bonde · b2 vit bonde · g2 vit löpare · h2 vit kung · a1 vit torn · c1 vit löpare · d1 vit drottning · f1 vit torn | b8 svart torn · c8 svart löpare · d8 svart drottning · f8 svart torn · g8 svart kung · g7 svart löpare · h7 svart bonde · d6 svart bonde · g6 svart bonde · b5 vit springare · c5 svart bonde · d5 vit bonde · e5 svart springare · f5 svart bonde · h5 svart springare · e4 vit bonde · f4 vit bonde · c3 vit springare · g3 vit bonde · h3 vit bonde · b2 vit bonde · g2 vit löpare · h2 vit kung · a1 vit torn · c1 vit löpare · d1 vit drottning · f1 vit torn | b8 svart torn · c8 svart löpare · d8 svart drottning · f8 svart torn · g8 svart kung · g7 svart löpare · h7 svart bonde · d6 svart bonde · g6 svart bonde · b5 vit springare · c5 svart bonde · d5 vit bonde · e5 svart springare · f5 svart bonde · h5 svart springare · e4 vit bonde · f4 vit bonde · c3 vit springare · g3 vit bonde · h3 vit bonde · b2 vit bonde · g2 vit löpare · h2 vit kung · a1 vit torn · c1 vit löpare · d1 vit drottning · f1 vit torn | b8 svart torn · c8 svart löpare · d8 svart drottning · f8 svart torn · g8 svart kung · g7 svart löpare · h7 svart bonde · d6 svart bonde · g6 svart bonde · b5 vit springare · c5 svart bonde · d5 vit bonde · e5 svart springare · f5 svart bonde · h5 svart springare · e4 vit bonde · f4 vit bonde · c3 vit springare · g3 vit bonde · h3 vit bonde · b2 vit bonde · g2 vit löpare · h2 vit kung · a1 vit torn · c1 vit löpare · d1 vit drottning · f1 vit torn | b8 svart torn · c8 svart löpare · d8 svart drottning · f8 svart torn · g8 svart kung · g7 svart löpare · h7 svart bonde · d6 svart bonde · g6 svart bonde · b5 vit springare · c5 svart bonde · d5 vit bonde · e5 svart springare · f5 svart bonde · h5 svart springare · e4 vit bonde · f4 vit bonde · c3 vit springare · g3 vit bonde · h3 vit bonde · b2 vit bonde · g2 vit löpare · h2 vit kung · a1 vit torn · c1 vit löpare · d1 vit drottning · f1 vit torn | b8 svart torn · c8 svart löpare · d8 svart drottning · f8 svart torn · g8 svart kung · g7 svart löpare · h7 svart bonde · d6 svart bonde · g6 svart bonde · b5 vit springare · c5 svart bonde · d5 vit bonde · e5 svart springare · f5 svart bonde · h5 svart springare · e4 vit bonde · f4 vit bonde · c3 vit springare · g3 vit bonde · h3 vit bonde · b2 vit bonde · g2 vit löpare · h2 vit kung · a1 vit torn · c1 vit löpare · d1 vit drottning · f1 vit torn | b8 svart torn · c8 svart löpare · d8 svart drottning · f8 svart torn · g8 svart kung · g7 svart löpare · h7 svart bonde · d6 svart bonde · g6 svart bonde · b5 vit springare · c5 svart bonde · d5 vit bonde · e5 svart springare · f5 svart bonde · h5 svart springare · e4 vit bonde · f4 vit bonde · c3 vit springare · g3 vit bonde · h3 vit bonde · b2 vit bonde · g2 vit löpare · h2 vit kung · a1 vit torn · c1 vit löpare · d1 vit drottning · f1 vit torn | b8 svart torn · c8 svart löpare · d8 svart drottning · f8 svart torn · g8 svart kung · g7 svart löpare · h7 svart bonde · d6 svart bonde · g6 svart bonde · b5 vit springare · c5 svart bonde · d5 vit bonde · e5 svart springare · f5 svart bonde · h5 svart springare · e4 vit bonde · f4 vit bonde · c3 vit springare · g3 vit bonde · h3 vit bonde · b2 vit bonde · g2 vit löpare · h2 vit kung · a1 vit torn · c1 vit löpare · d1 vit drottning · f1 vit torn | 4 |
| 3 | b8 svart torn · c8 svart löpare · d8 svart drottning · f8 svart torn · g8 svart kung · g7 svart löpare · h7 svart bonde · d6 svart bonde · g6 svart bonde · b5 vit springare · c5 svart bonde · d5 vit bonde · e5 svart springare · f5 svart bonde · h5 svart springare · e4 vit bonde · f4 vit bonde · c3 vit springare · g3 vit bonde · h3 vit bonde · b2 vit bonde · g2 vit löpare · h2 vit kung · a1 vit torn · c1 vit löpare · d1 vit drottning · f1 vit torn | b8 svart torn · c8 svart löpare · d8 svart drottning · f8 svart torn · g8 svart kung · g7 svart löpare · h7 svart bonde · d6 svart bonde · g6 svart bonde · b5 vit springare · c5 svart bonde · d5 vit bonde · e5 svart springare · f5 svart bonde · h5 svart springare · e4 vit bonde · f4 vit bonde · c3 vit springare · g3 vit bonde · h3 vit bonde · b2 vit bonde · g2 vit löpare · h2 vit kung · a1 vit torn · c1 vit löpare · d1 vit drottning · f1 vit torn | b8 svart torn · c8 svart löpare · d8 svart drottning · f8 svart torn · g8 svart kung · g7 svart löpare · h7 svart bonde · d6 svart bonde · g6 svart bonde · b5 vit springare · c5 svart bonde · d5 vit bonde · e5 svart springare · f5 svart bonde · h5 svart springare · e4 vit bonde · f4 vit bonde · c3 vit springare · g3 vit bonde · h3 vit bonde · b2 vit bonde · g2 vit löpare · h2 vit kung · a1 vit torn · c1 vit löpare · d1 vit drottning · f1 vit torn | b8 svart torn · c8 svart löpare · d8 svart drottning · f8 svart torn · g8 svart kung · g7 svart löpare · h7 svart bonde · d6 svart bonde · g6 svart bonde · b5 vit springare · c5 svart bonde · d5 vit bonde · e5 svart springare · f5 svart bonde · h5 svart springare · e4 vit bonde · f4 vit bonde · c3 vit springare · g3 vit bonde · h3 vit bonde · b2 vit bonde · g2 vit löpare · h2 vit kung · a1 vit torn · c1 vit löpare · d1 vit drottning · f1 vit torn | b8 svart torn · c8 svart löpare · d8 svart drottning · f8 svart torn · g8 svart kung · g7 svart löpare · h7 svart bonde · d6 svart bonde · g6 svart bonde · b5 vit springare · c5 svart bonde · d5 vit bonde · e5 svart springare · f5 svart bonde · h5 svart springare · e4 vit bonde · f4 vit bonde · c3 vit springare · g3 vit bonde · h3 vit bonde · b2 vit bonde · g2 vit löpare · h2 vit kung · a1 vit torn · c1 vit löpare · d1 vit drottning · f1 vit torn | b8 svart torn · c8 svart löpare · d8 svart drottning · f8 svart torn · g8 svart kung · g7 svart löpare · h7 svart bonde · d6 svart bonde · g6 svart bonde · b5 vit springare · c5 svart bonde · d5 vit bonde · e5 svart springare · f5 svart bonde · h5 svart springare · e4 vit bonde · f4 vit bonde · c3 vit springare · g3 vit bonde · h3 vit bonde · b2 vit bonde · g2 vit löpare · h2 vit kung · a1 vit torn · c1 vit löpare · d1 vit drottning · f1 vit torn | b8 svart torn · c8 svart löpare · d8 svart drottning · f8 svart torn · g8 svart kung · g7 svart löpare · h7 svart bonde · d6 svart bonde · g6 svart bonde · b5 vit springare · c5 svart bonde · d5 vit bonde · e5 svart springare · f5 svart bonde · h5 svart springare · e4 vit bonde · f4 vit bonde · c3 vit springare · g3 vit bonde · h3 vit bonde · b2 vit bonde · g2 vit löpare · h2 vit kung · a1 vit torn · c1 vit löpare · d1 vit drottning · f1 vit torn | b8 svart torn · c8 svart löpare · d8 svart drottning · f8 svart torn · g8 svart kung · g7 svart löpare · h7 svart bonde · d6 svart bonde · g6 svart bonde · b5 vit springare · c5 svart bonde · d5 vit bonde · e5 svart springare · f5 svart bonde · h5 svart springare · e4 vit bonde · f4 vit bonde · c3 vit springare · g3 vit bonde · h3 vit bonde · b2 vit bonde · g2 vit löpare · h2 vit kung · a1 vit torn · c1 vit löpare · d1 vit drottning · f1 vit torn | 3 |
| 2 | b8 svart torn · c8 svart löpare · d8 svart drottning · f8 svart torn · g8 svart kung · g7 svart löpare · h7 svart bonde · d6 svart bonde · g6 svart bonde · b5 vit springare · c5 svart bonde · d5 vit bonde · e5 svart springare · f5 svart bonde · h5 svart springare · e4 vit bonde · f4 vit bonde · c3 vit springare · g3 vit bonde · h3 vit bonde · b2 vit bonde · g2 vit löpare · h2 vit kung · a1 vit torn · c1 vit löpare · d1 vit drottning · f1 vit torn | b8 svart torn · c8 svart löpare · d8 svart drottning · f8 svart torn · g8 svart kung · g7 svart löpare · h7 svart bonde · d6 svart bonde · g6 svart bonde · b5 vit springare · c5 svart bonde · d5 vit bonde · e5 svart springare · f5 svart bonde · h5 svart springare · e4 vit bonde · f4 vit bonde · c3 vit springare · g3 vit bonde · h3 vit bonde · b2 vit bonde · g2 vit löpare · h2 vit kung · a1 vit torn · c1 vit löpare · d1 vit drottning · f1 vit torn | b8 svart torn · c8 svart löpare · d8 svart drottning · f8 svart torn · g8 svart kung · g7 svart löpare · h7 svart bonde · d6 svart bonde · g6 svart bonde · b5 vit springare · c5 svart bonde · d5 vit bonde · e5 svart springare · f5 svart bonde · h5 svart springare · e4 vit bonde · f4 vit bonde · c3 vit springare · g3 vit bonde · h3 vit bonde · b2 vit bonde · g2 vit löpare · h2 vit kung · a1 vit torn · c1 vit löpare · d1 vit drottning · f1 vit torn | b8 svart torn · c8 svart löpare · d8 svart drottning · f8 svart torn · g8 svart kung · g7 svart löpare · h7 svart bonde · d6 svart bonde · g6 svart bonde · b5 vit springare · c5 svart bonde · d5 vit bonde · e5 svart springare · f5 svart bonde · h5 svart springare · e4 vit bonde · f4 vit bonde · c3 vit springare · g3 vit bonde · h3 vit bonde · b2 vit bonde · g2 vit löpare · h2 vit kung · a1 vit torn · c1 vit löpare · d1 vit drottning · f1 vit torn | b8 svart torn · c8 svart löpare · d8 svart drottning · f8 svart torn · g8 svart kung · g7 svart löpare · h7 svart bonde · d6 svart bonde · g6 svart bonde · b5 vit springare · c5 svart bonde · d5 vit bonde · e5 svart springare · f5 svart bonde · h5 svart springare · e4 vit bonde · f4 vit bonde · c3 vit springare · g3 vit bonde · h3 vit bonde · b2 vit bonde · g2 vit löpare · h2 vit kung · a1 vit torn · c1 vit löpare · d1 vit drottning · f1 vit torn | b8 svart torn · c8 svart löpare · d8 svart drottning · f8 svart torn · g8 svart kung · g7 svart löpare · h7 svart bonde · d6 svart bonde · g6 svart bonde · b5 vit springare · c5 svart bonde · d5 vit bonde · e5 svart springare · f5 svart bonde · h5 svart springare · e4 vit bonde · f4 vit bonde · c3 vit springare · g3 vit bonde · h3 vit bonde · b2 vit bonde · g2 vit löpare · h2 vit kung · a1 vit torn · c1 vit löpare · d1 vit drottning · f1 vit torn | b8 svart torn · c8 svart löpare · d8 svart drottning · f8 svart torn · g8 svart kung · g7 svart löpare · h7 svart bonde · d6 svart bonde · g6 svart bonde · b5 vit springare · c5 svart bonde · d5 vit bonde · e5 svart springare · f5 svart bonde · h5 svart springare · e4 vit bonde · f4 vit bonde · c3 vit springare · g3 vit bonde · h3 vit bonde · b2 vit bonde · g2 vit löpare · h2 vit kung · a1 vit torn · c1 vit löpare · d1 vit drottning · f1 vit torn | b8 svart torn · c8 svart löpare · d8 svart drottning · f8 svart torn · g8 svart kung · g7 svart löpare · h7 svart bonde · d6 svart bonde · g6 svart bonde · b5 vit springare · c5 svart bonde · d5 vit bonde · e5 svart springare · f5 svart bonde · h5 svart springare · e4 vit bonde · f4 vit bonde · c3 vit springare · g3 vit bonde · h3 vit bonde · b2 vit bonde · g2 vit löpare · h2 vit kung · a1 vit torn · c1 vit löpare · d1 vit drottning · f1 vit torn | 2 |
| 1 | b8 svart torn · c8 svart löpare · d8 svart drottning · f8 svart torn · g8 svart kung · g7 svart löpare · h7 svart bonde · d6 svart bonde · g6 svart bonde · b5 vit springare · c5 svart bonde · d5 vit bonde · e5 svart springare · f5 svart bonde · h5 svart springare · e4 vit bonde · f4 vit bonde · c3 vit springare · g3 vit bonde · h3 vit bonde · b2 vit bonde · g2 vit löpare · h2 vit kung · a1 vit torn · c1 vit löpare · d1 vit drottning · f1 vit torn | b8 svart torn · c8 svart löpare · d8 svart drottning · f8 svart torn · g8 svart kung · g7 svart löpare · h7 svart bonde · d6 svart bonde · g6 svart bonde · b5 vit springare · c5 svart bonde · d5 vit bonde · e5 svart springare · f5 svart bonde · h5 svart springare · e4 vit bonde · f4 vit bonde · c3 vit springare · g3 vit bonde · h3 vit bonde · b2 vit bonde · g2 vit löpare · h2 vit kung · a1 vit torn · c1 vit löpare · d1 vit drottning · f1 vit torn | b8 svart torn · c8 svart löpare · d8 svart drottning · f8 svart torn · g8 svart kung · g7 svart löpare · h7 svart bonde · d6 svart bonde · g6 svart bonde · b5 vit springare · c5 svart bonde · d5 vit bonde · e5 svart springare · f5 svart bonde · h5 svart springare · e4 vit bonde · f4 vit bonde · c3 vit springare · g3 vit bonde · h3 vit bonde · b2 vit bonde · g2 vit löpare · h2 vit kung · a1 vit torn · c1 vit löpare · d1 vit drottning · f1 vit torn | b8 svart torn · c8 svart löpare · d8 svart drottning · f8 svart torn · g8 svart kung · g7 svart löpare · h7 svart bonde · d6 svart bonde · g6 svart bonde · b5 vit springare · c5 svart bonde · d5 vit bonde · e5 svart springare · f5 svart bonde · h5 svart springare · e4 vit bonde · f4 vit bonde · c3 vit springare · g3 vit bonde · h3 vit bonde · b2 vit bonde · g2 vit löpare · h2 vit kung · a1 vit torn · c1 vit löpare · d1 vit drottning · f1 vit torn | b8 svart torn · c8 svart löpare · d8 svart drottning · f8 svart torn · g8 svart kung · g7 svart löpare · h7 svart bonde · d6 svart bonde · g6 svart bonde · b5 vit springare · c5 svart bonde · d5 vit bonde · e5 svart springare · f5 svart bonde · h5 svart springare · e4 vit bonde · f4 vit bonde · c3 vit springare · g3 vit bonde · h3 vit bonde · b2 vit bonde · g2 vit löpare · h2 vit kung · a1 vit torn · c1 vit löpare · d1 vit drottning · f1 vit torn | b8 svart torn · c8 svart löpare · d8 svart drottning · f8 svart torn · g8 svart kung · g7 svart löpare · h7 svart bonde · d6 svart bonde · g6 svart bonde · b5 vit springare · c5 svart bonde · d5 vit bonde · e5 svart springare · f5 svart bonde · h5 svart springare · e4 vit bonde · f4 vit bonde · c3 vit springare · g3 vit bonde · h3 vit bonde · b2 vit bonde · g2 vit löpare · h2 vit kung · a1 vit torn · c1 vit löpare · d1 vit drottning · f1 vit torn | b8 svart torn · c8 svart löpare · d8 svart drottning · f8 svart torn · g8 svart kung · g7 svart löpare · h7 svart bonde · d6 svart bonde · g6 svart bonde · b5 vit springare · c5 svart bonde · d5 vit bonde · e5 svart springare · f5 svart bonde · h5 svart springare · e4 vit bonde · f4 vit bonde · c3 vit springare · g3 vit bonde · h3 vit bonde · b2 vit bonde · g2 vit löpare · h2 vit kung · a1 vit torn · c1 vit löpare · d1 vit drottning · f1 vit torn | b8 svart torn · c8 svart löpare · d8 svart drottning · f8 svart torn · g8 svart kung · g7 svart löpare · h7 svart bonde · d6 svart bonde · g6 svart bonde · b5 vit springare · c5 svart bonde · d5 vit bonde · e5 svart springare · f5 svart bonde · h5 svart springare · e4 vit bonde · f4 vit bonde · c3 vit springare · g3 vit bonde · h3 vit bonde · b2 vit bonde · g2 vit löpare · h2 vit kung · a1 vit torn · c1 vit löpare · d1 vit drottning · f1 vit torn | 1 |
|   | a | b | c | d | e | f | g | h |   |

Mittspel i schack avser den del av partiet som spelas mellan öppningen och slutspelet. Gränsen mellan de olika faserna är svår att definiera exakt.
Mittspelet kan sägas börja när man är klar med utvecklingen av pjäserna, har kommit ifrån öppningsteorin (även om en del teorivarianter sträcker sig långt in i mittspelet) och måste börja tänka själv. 
Mittspelet är över när de flesta pjäserna är avbytta och man kan börja använda kända slutspelstekniker.
Till skillnad från öppnings- och slutspelet så kan man inte lära sig mittspelsvarianter utantill men man kan lära sig att känna igen typställningar och vanliga teman som ofta återkommer.
I mittspelet är både strategi (en långsiktig plan) och taktik (kortsiktiga manövrar) viktiga. 
Spelarna gör upp strategiska planer baserat på en bedömning av ställningen.
De försöker också använda taktiska manövrar och kombinationer för att överlista motståndaren och vinna material.
I en del mittspel går den ena spelaren till angrepp mot motståndarens kung för att sätta schackmatt och genast vinna partiet.
I andra partier får den ena spelaren ett stort övertag som gör att motståndaren ger upp.
I de partier som inte avgörs under mittspelet försöker spelarna skaffa sig en fördelaktig position inför slutspelet.
Mittspelet ställer höga krav på spelarnas koncentration och beräkningsförmåga. För att bestämma vilket drag som ska göras identifierar spelarna nyttiga drag (så kallade kandidatdrag) och analyserar sen dessa ett i taget för att förutse hur motståndaren ska svara, hur man själv sen ska fortsätta, och så vidare. Slutligen gör man en bedömning av de uppkomna ställningarna för att välja ett drag.